# Enka
Enka (演歌?) es un estilo de música japonesa consistente en una mezcla de sonidos tradicionales japoneses con melodías occidentales principalmente de influencia estadounidense. Inicialmente se creó dentro de la Era Meiji (1868-1912) y la Era Taishō (1912-1926) como una forma de música de protesta.
El término Enka (演 = actuar / 歌= canción) se formó originalmente en la era Meiji, y comenzó como una forma de expresión de desacuerdo político, a modo de discursos en forma de música para hacerlos más atractivos, pero su forma cambió rápidamente. Fue el primer estilo en sintetizar las melodías japonesas con armonías occidentales para crear un nuevo ritmo.

## Origen
Sin confundirse con la música folclórica tradicional japonesa, que se remonta mucho más atrás, el Enka se compone básicamente de baladas que combinan la música moderna occidental con un estilo claramente japonés. El Enka se originó en la Era Meiji, posterior al Tratado de Kanagawa del año 1854, como una forma de activismo político. En 1874, se formó el primer partido político de Japón, pero a sus líderes no les estaba permitido hablar en público, por lo que comenzaron a componer letras y melodías para que los cantantes al interpretarlas difundieran su mensaje.
El Enka ya no es usado como instrumento para el activismo político, pero esta etapa se cree que fue el comienzo de su forma lírica. Los caracteres que suelen escribir la palabra "Enka" (演歌) literalmente significan "canción protesta". El carácter lírico del estilo se cree que fue desarrollado desde el Waka, una forma tradicional de poesía japonesa y canción tradicional. El Enka tiene los mismos rasgos poéticos que este otro género.

## Instrumentos
La instrumentación más recurrente (y casi invariablemente) usada en el Enka es la combinación de instrumentos occidentales con tradicionales japoneses. La guitarra e instrumentos orquestales por lo general son el acompañamiento principal, mientras que los instrumentos tradicionales japoneses como el shamisen, koto, y tambores de taiko se utilizan de forma más moderada, apareciendo en momentos claves para proporcionar un estilo típicamente oriental.

## Subgrupos
El Enka se divide en dos grandes subgrupos: Yonanuki mayor y Yonanuki menor. 
El Yonanuki mayor engloba las canciones destinadas para los hombres, con canciones generalmente cálidas y tranquilizadoras. El Yonanuki menor, en cambio, tiende a ser más emocional, dirigiéndose de manera recurrente a la desesperación y es usado más en canciones para mujeres. 
En el Japón contemporáneo, el Enka es conocido como el género que marcó la llegada de la música moderna occidental-oriental. Aunque evolucionó ligeramente con el paso del tiempo, las canciones actuales de este género son muy similares a las de décadas atrás.

## Principales exponentes

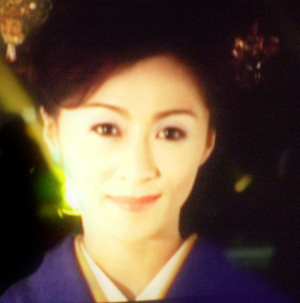
La cantante de enka Yōko Nagayama

Dentro de las exponentes femeninas lo más probable es que la indiscutida "Reina del Enka" sea la cantante Hibari Misora. Comenzó a su carrera a muy temprana edad, se hizo una especie de heroína en el Japón de la posguerra, y continuó trabajando hasta su muerte en 1989. Sin embargo, todavía es considerada el nombre más grande del estilo.
Chiyoko Shimakura también comenzó su carrera en los años cincuenta, y continuó su carrera hasta su muerte en 2013. 
Los años cincuenta y sesenta trajeron una estrella llamada Keiko Fuji, quién también se hizo ampliamente popular, y que estuvo casada brevemente con el también cantante Enka Kiyoshi Maekawa. Más tarde se mudó a Estados Unidos y congeló su carrera. Allí volvió a casarse y tuvo una hija que se ha convertido en uno de los íconos del J-Pop, Hikaru Utada. Ligeramente después del éxito de Keiko Fuji vino Aki Yashiro, quien en los años ochenta lanzó la canción mega-éxito "Funauta" ("la Canción del Marinero"). Una enorme estrella, Sayuri Ishikawa, hizo su debut en 1977, y es todavía una cantante vigente hasta el día de hoy. 
A pesar de que el Enka ya no es tan popular como en tiempos pasados, 3 han incorporado generaciones más jóvenes, con estrellas como Ayako Fuji,  Hitomi Shimatani, las exintegrantes de la banda Morning Musume,  Kaori Iida y Yuko Nakazawa, el grupo Kanjani8, y una de las estrellas que ha saltado a la fama en este género es la cantante Yōko Nagayama quien, a principios de su carrera musical, era ídolo del J-Pop y posteriormente debutó como cantante enka exitosamente. 
Otra exponente destacada de este estilo es Meiko Kaji, quien fue una actriz muy talentosa que interpretó a la famosa Yuki de Shura Yukihime (Lady Snowblood), filme que inspiró las películas Kill Bill, en las cuales se interpretan dos de sus canciones.
Dentro del género masculino también se encuentran grandes exponentes, como Hachiro Kasuga, quién cantó el primer éxito de la posguerra, "Otomi-San" en 1954. También se encuentra Minami Haruo, quien debutó en 1957, y su mensaje principalmente transmitía valores conservadores. Hideo Murata debutó en 1959, y fue considerado en su tiempo uno de los hombres más atractivos de todos los tiempos.